# مگس‌گیر جنگلی سولا

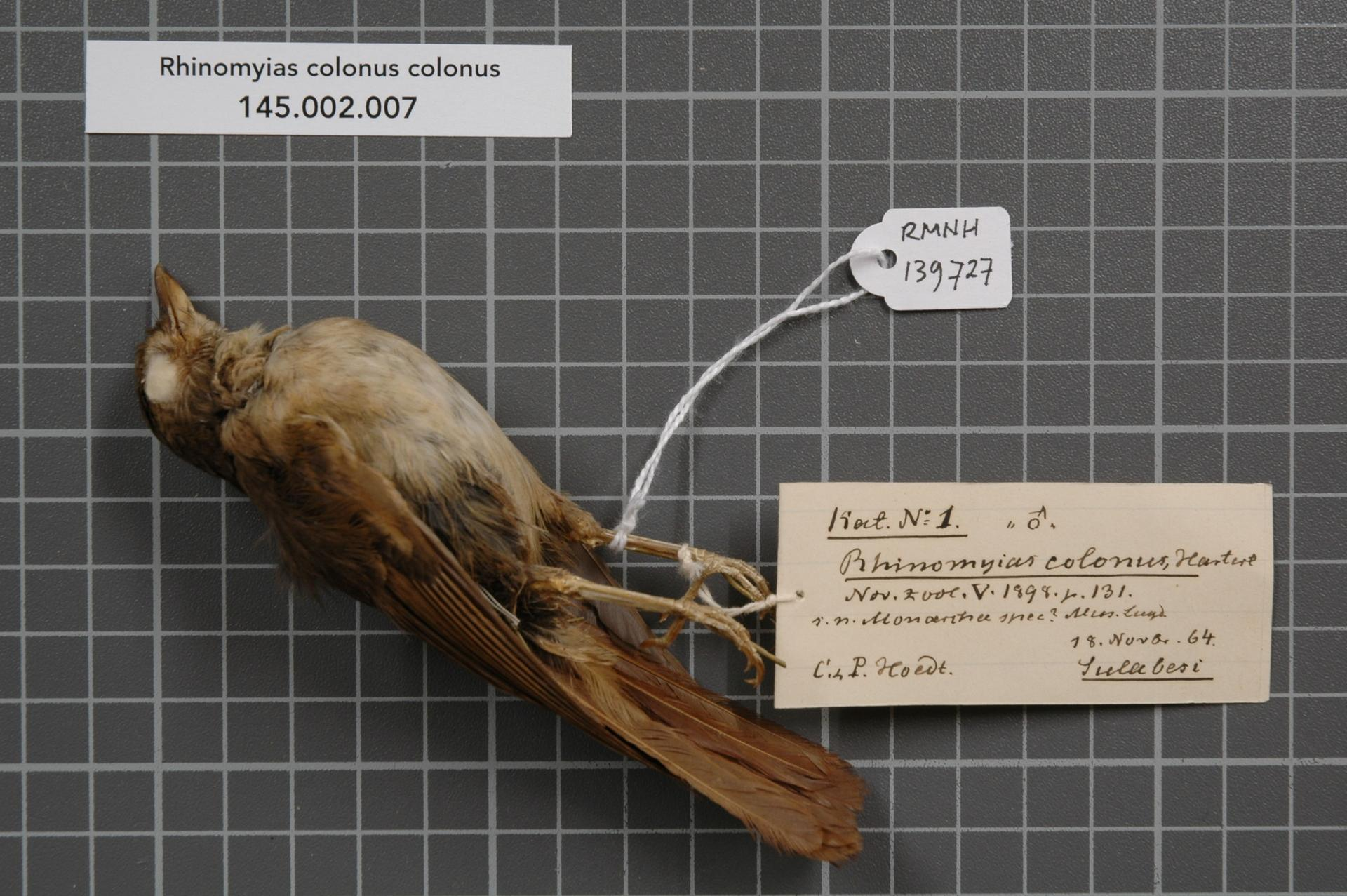
پرنده مگس گیر سولا در تصویر

مگس‌گیر جنگلی سولا (نام علمی: Cyornis colonus) نام یک گونه از سرده مگس‌گیرهای آبی است.